# Hội chứng chân bồn chồn
Hội chứng chân bồn chồn (hay còn gọi hội chứng chân không yên, restless legs syndrome: RLS) là một rối loạn gây ra bởi sự thôi thúc mạnh mẽ để di chuyển chân của một người. Thường xuất hiện một cảm giác khó chịu ở chân và được cải thiện phần nào khi di chuyển. Với những triệu chứng như đau nhức, cảm giác râm ran hoặc như kiến bò trong chân. Thỉnh thoảng có thể ảnh hưởng đến cả cánh tay. Cảm giác này xảy đến lúc nghỉ ngơi và có thể gây khó ngủ. Do gián đoạn trong giấc ngủ, những bệnh nhân RLS có thể bị buồn ngủ vào ban ngày, năng lượng cơ thể thấp, dễ cáu gắt và tâm trạng chán nản. Ngoài ra, nhiều người còn bị co giật chân tay trong khi ngủ.
Các yếu tố nguy cơ của RLS gồm có hàm lượng sắt thấp, suy thận, bệnh Parkinson, đái tháo đường, viêm khớp dạng thấp và mang thai. Một số loại thuốc cũng có thể gây rối loạn bao gồm thuốc chống trầm cảm, thuốc chống loạn thần, thuốc chống dị ứng và thuốc chẹn kênh calci. Có hai loại chính. Một là RLS khởi phát sớm lần đầu trước 45 tuổi, di truyền trong gia đình và xấu đi theo thời gian. Thứ hai là RLS khởi phát muộn lần đầu sau 45 tuổi, bắt đầu đột ngột và không xấu đi. Chẩn đoán thường dựa trên các triệu chứng của một người sau khi đã loại trừ các nguyên nhân tiềm tàng khác.
Hội chứng chân bồn chồn có thể được giải quyết nếu tìm ra vấn đề gốc rễ. Nếu không, điều trị gồm thay đổi lối sống và dùng thuốc. Thay đổi lối sống như việc ngừng sử dụng rượu và thuốc lá, và vệ sinh giấc ngủ. Các loại thuốc được dùng bao gồm levodopa hoặc thuốc tăng dopamine như pramipexole. RLS ảnh hưởng đến 2,5% 15% dân số Mỹ. Nữ giới thường bị ảnh hưởng nhiều hơn nam giới và trở nên phổ biến hơn theo độ tuổi.